# Região Hidrográfica do Douro

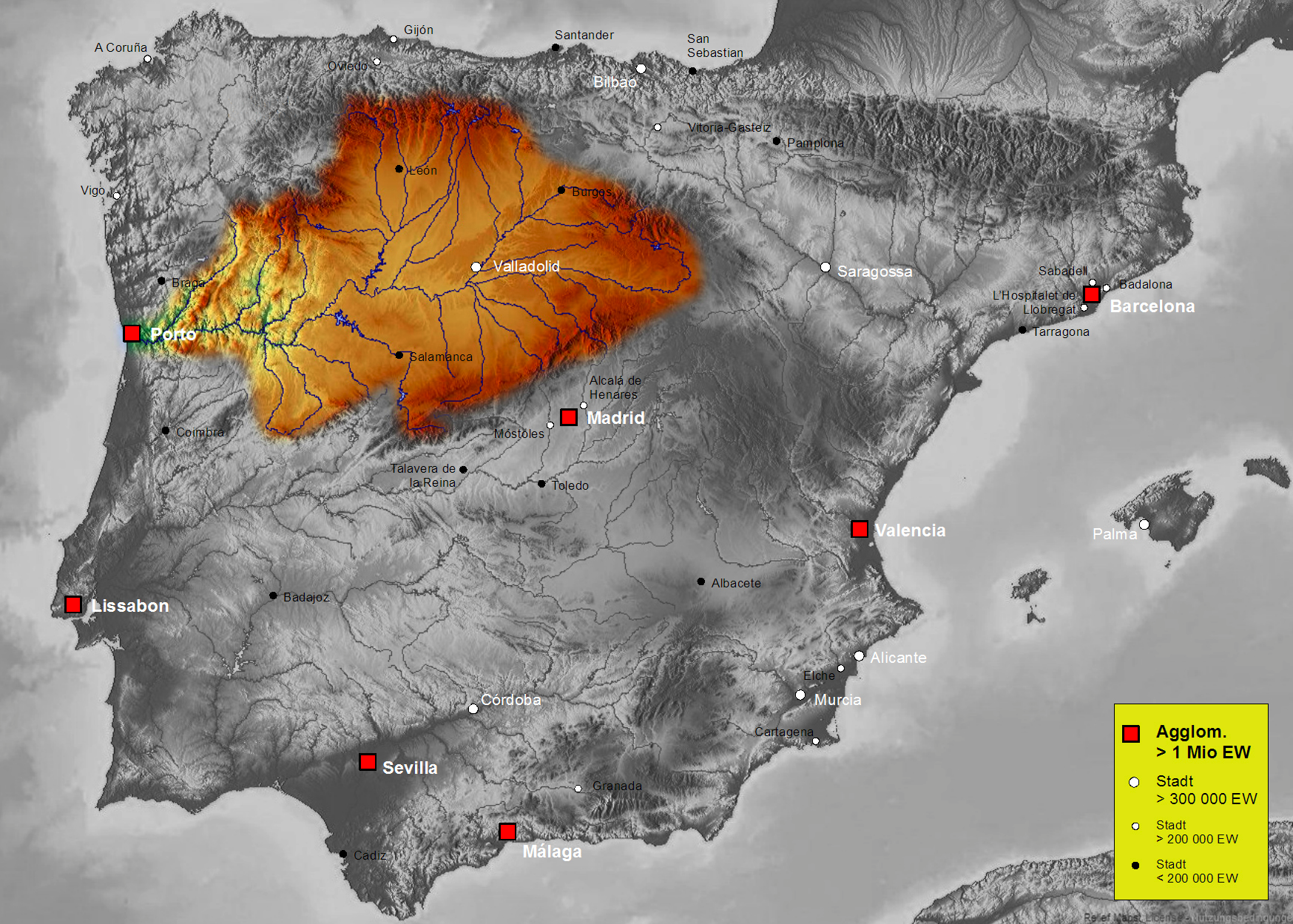
Mapa físico da bacia hidrográfica do Douro.

A Região Hidrográfica do Douro é uma região hidrográfica internacional, dentre as oito que estão presentes em território português. A sua área total é de cerca de 79 000 km2, dos quais 19 000 km2 se encontram em Portugal.

De acordo com o Decreto-Lei n.º 347/2007, de 19 de Outubro, engloba a bacia hidrográfica do rio Douro, a bacia hidrográfica das ribeiras da costa ao longo da região hidrográfica e as massas de água subterrâneas, de transição e costeiras adjacentes. Esta região hidrográfica é delimitada pelo território espanhol a Este, o oceano Atlântico a Oeste, a região hidrográfica do Cávado, Ave e Leça a Norte e a Sul pelo território abrangido pela região hidrográfica do Vouga, Mondego, Lis e Ribeiras do Oeste e pela região hidrográfica do Tejo.